# Полетто, Северино
Северино Полетто (итал. Severino Poletto; 18 марта 1933, Сальгареда, Венеция — 17 декабря 2022, Тестона, Пьемонт) — итальянский кардинал. Епископ—коадъютор епархии Фоссано с 3 апреля по 29 октября 1980. Епископ Фоссано с 29 октября 1980 по 16 марта 1989. Епископ Асти с 16 марта 1989 по 18 июня 1999. Архиепископ Турина с 18 июня 1999 по 11 октября 2010. Кардинал-священник с титулярной диаконией pro hac vice Сан-Джузеппе-ин-виа-Трионфале с 21 февраля 2001.